# Port à sec
Le port à sec est une solution de stationnement des bateaux à terre, de la même façon que dans un port à flot.

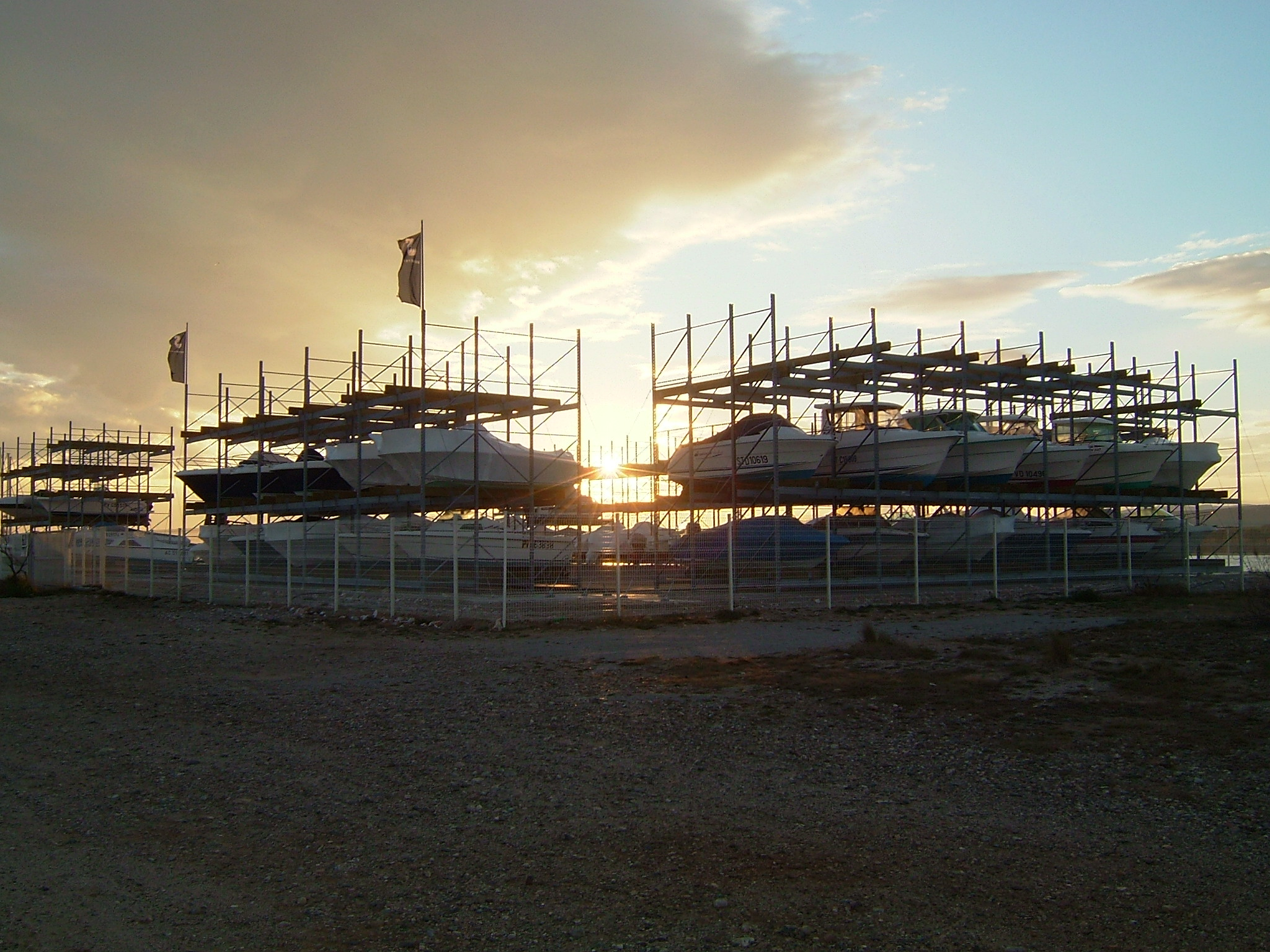
Port à sec de Port Leucate au soleil couchant.

## Fonctionnement
Le port à sec est un emplacement terrestre destiné à accueillir les bateaux en dehors de leurs périodes de navigation.
Les ports à sec avec racks sont destinés aux bateaux à moteurs (jusqu’à 8 – 9 m environ), les ports à sec sur terre-plein sont destinés aux voiliers et aux bateaux à moteurs de plus grande taille.
Le site doit être à proximité directe du plan d’eau, afin d’assurer une disponibilité immédiate des bateaux. Les engins de manutention spécifiquement adaptés assurent la mise à l’eau des bateaux en moins de 10 minutes pour les bateaux à moteurs sur racks et en moins de 30 min pour les voiliers et vedettes sur terre plein. Le port à sec est équipé de pontons d’attente, afin de permettre aux propriétaires de bateaux d'avitailler et de décharger leur bateau.
Ces ports bénéficient de plusieurs avantages : le bateau étant stocké à terre, il s’abîme moins. Il y a aussi moins besoin d’antifouling, moins de corrosion électrolytique, et un meilleur respect des fonds marins.

## Historique
Le premier port à sec aurait été construit aux États-Unis, dans l’État du New Jersey, dans le courant des années 1960 à une époque où il n’existait pas d’engin de manutention spécifique. Les fabricants de charriots élévateurs se sont intéressés aux ports à sec dans le courant des années 1970 et ont conçu des engins spécifiques permettant d’assurer les manutentions des bateaux très rapidement. Le concept s’est ensuite développé au fil des années car il offre de nombreux avantages (disponibilité immédiate pour les usagers, économies d’entretien des bateaux, sécurité, facilité de construction du port).
Aujourd’hui les ports à secs se sont largement développés aux États-Unis et ailleurs dans le monde.

## Illustrations

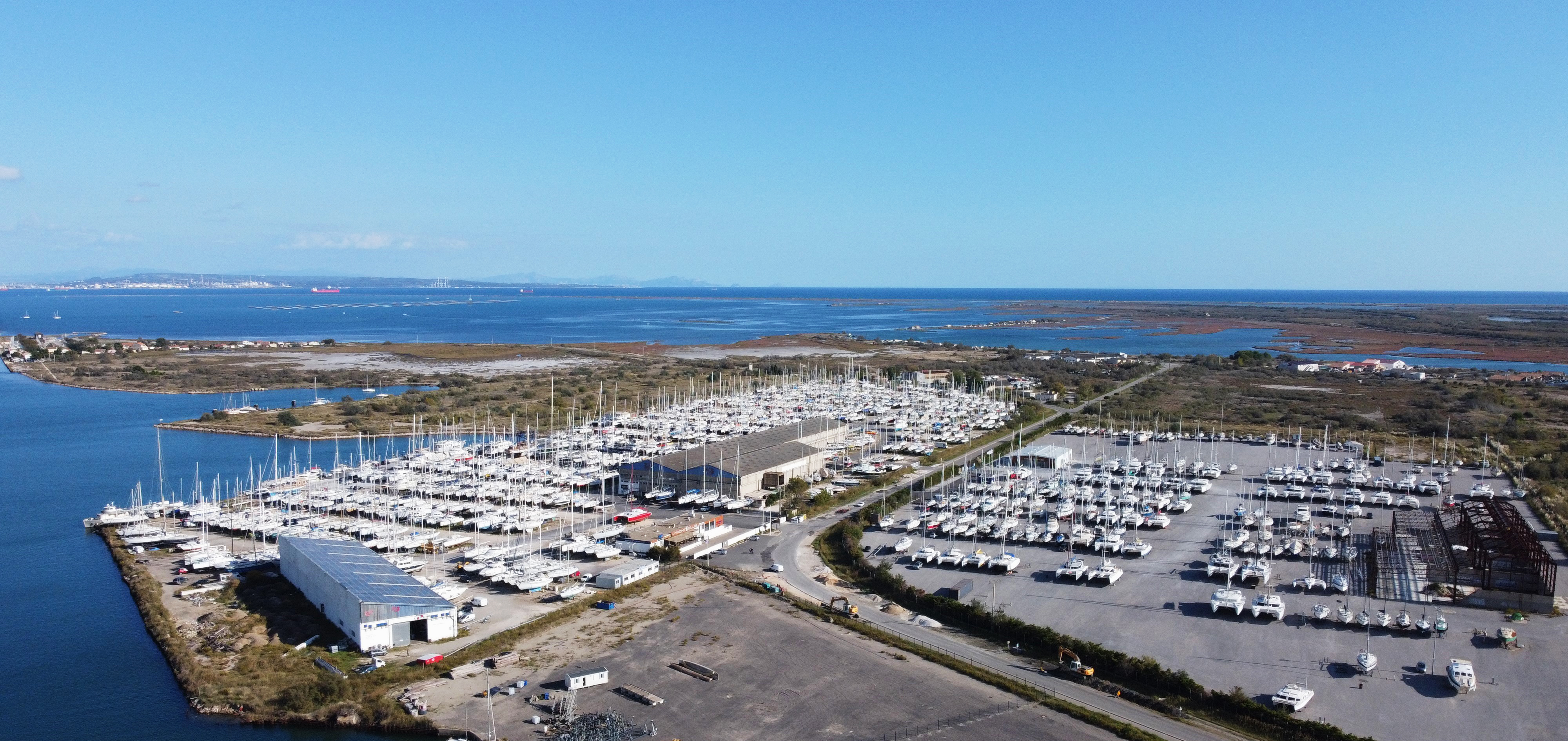
Port Navy Service, le plus grand port à sec d'Europe pour voilier, catamarans et trimarans.
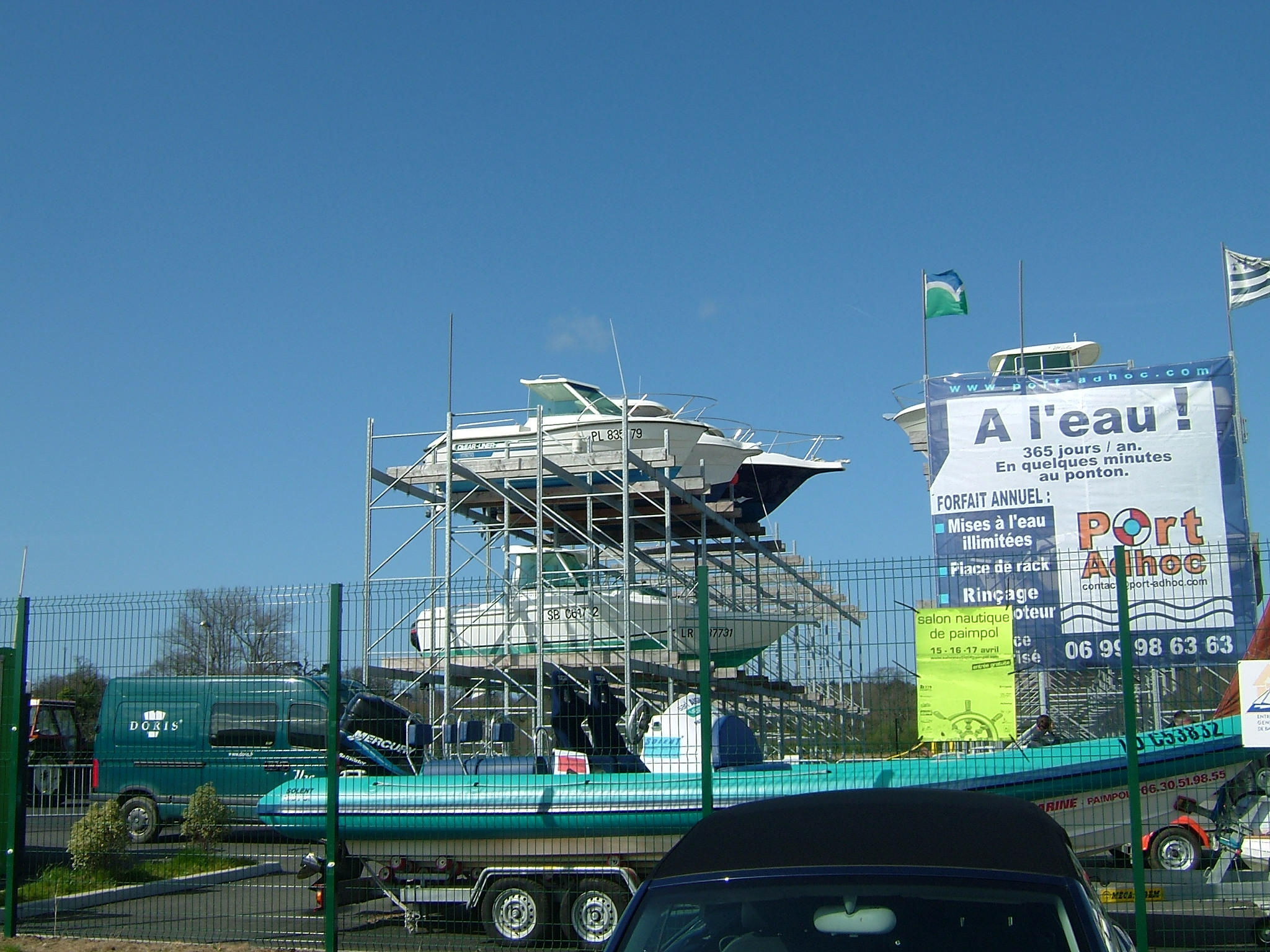
Les bateaux sur rack à Port Adhoc Paimpol
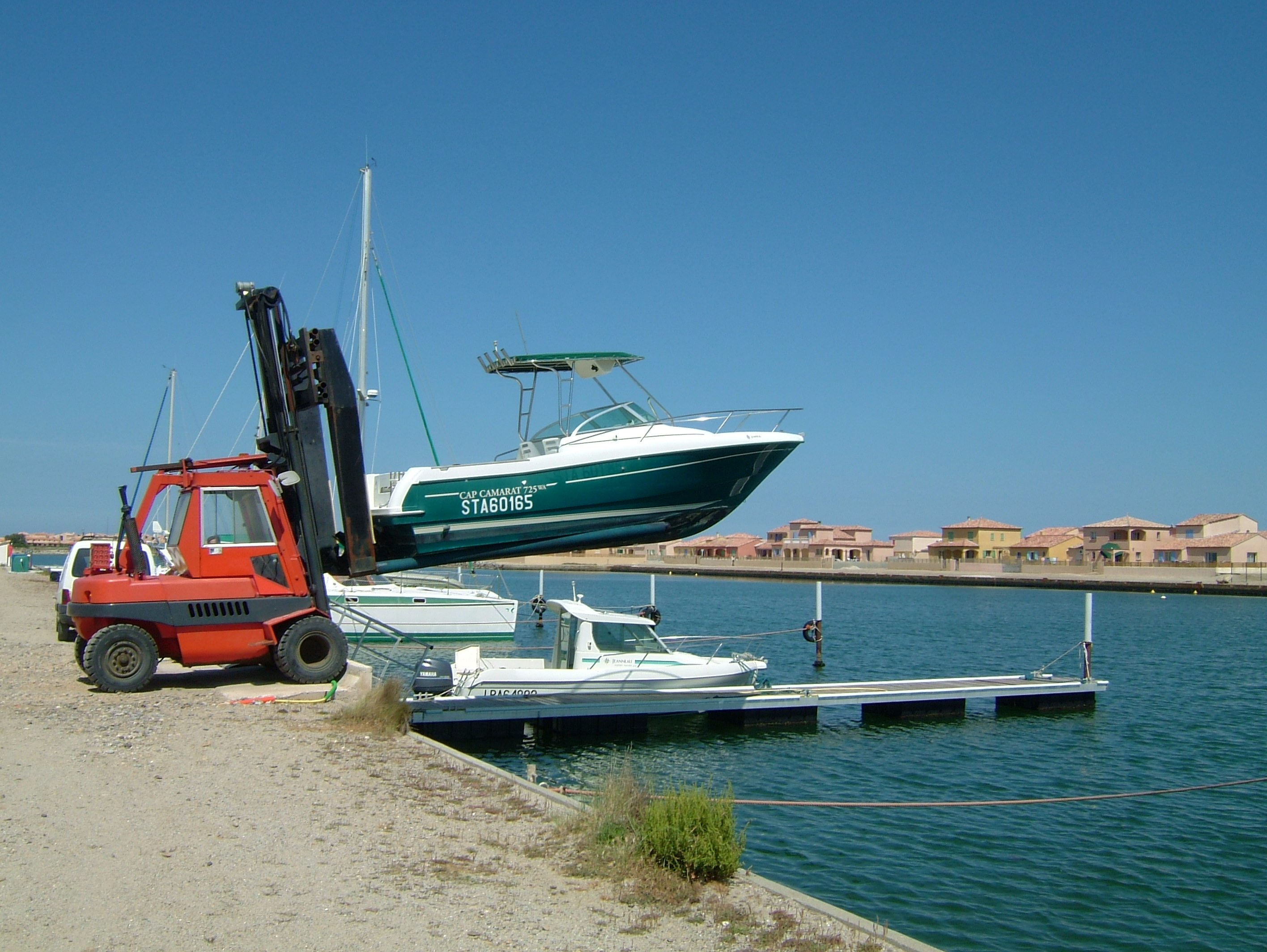
La mise à l'eau
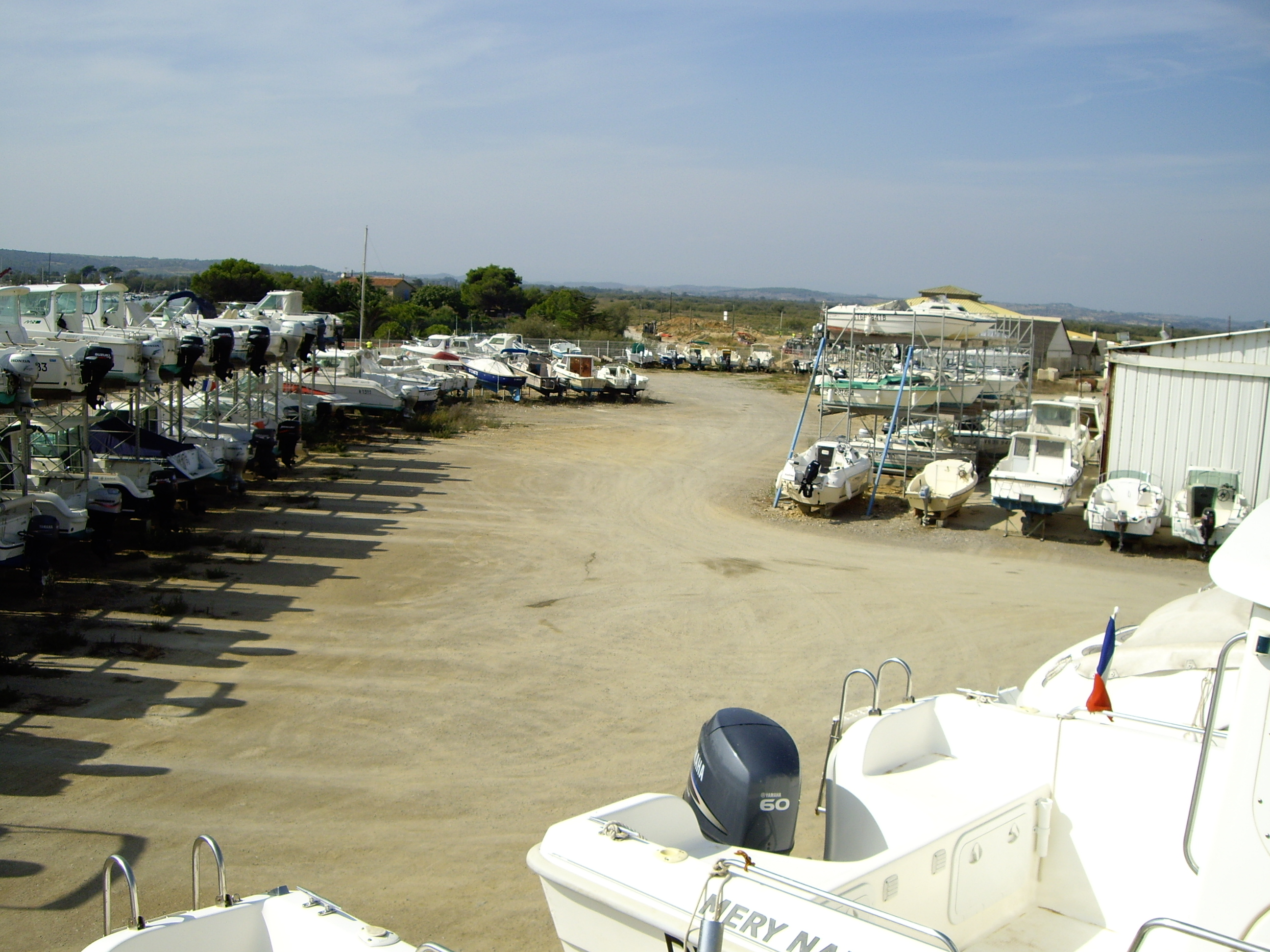
Port à sec du Chichoulet Vendres
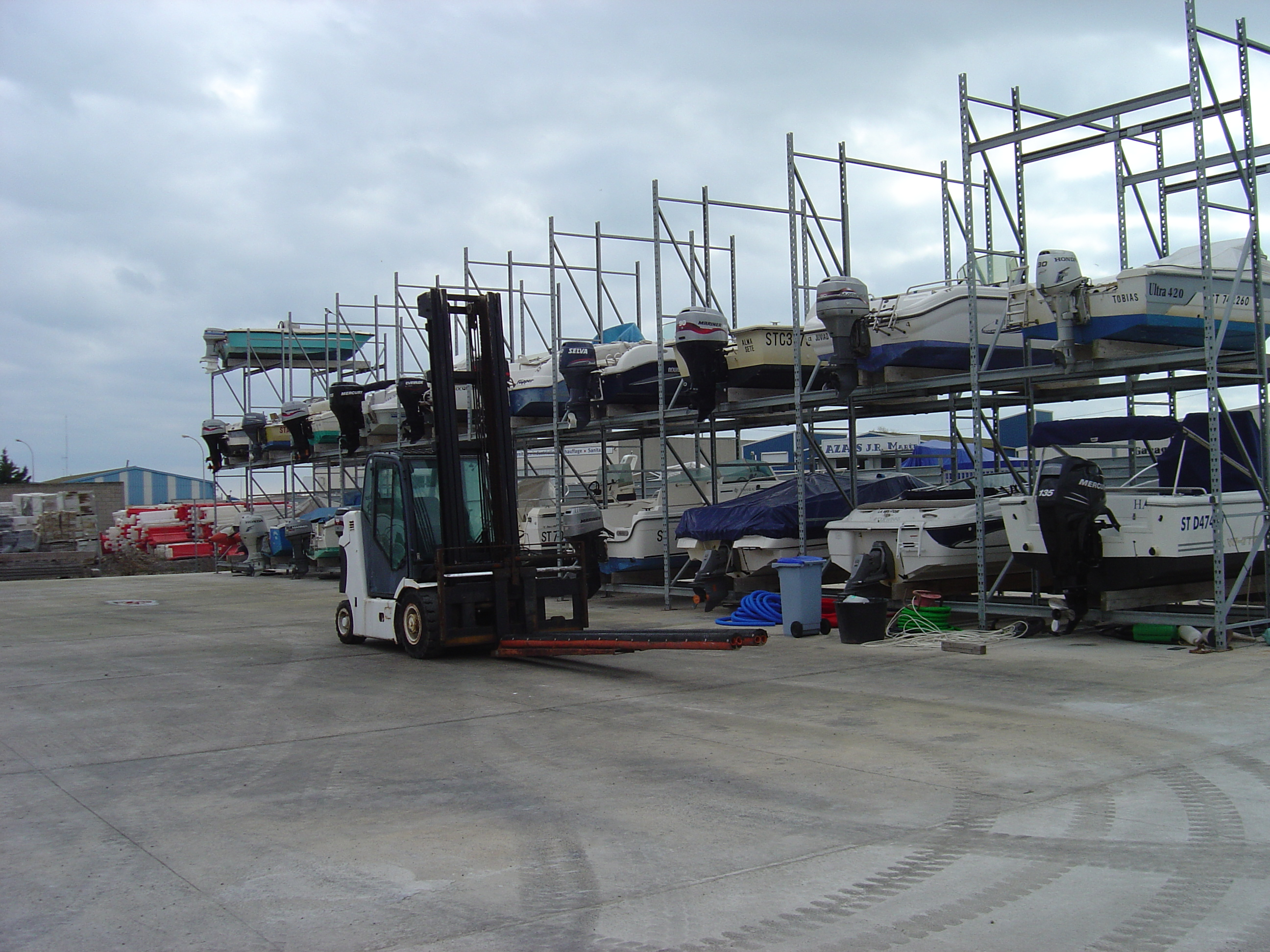
Port des Eaux-Blanches à Sète.
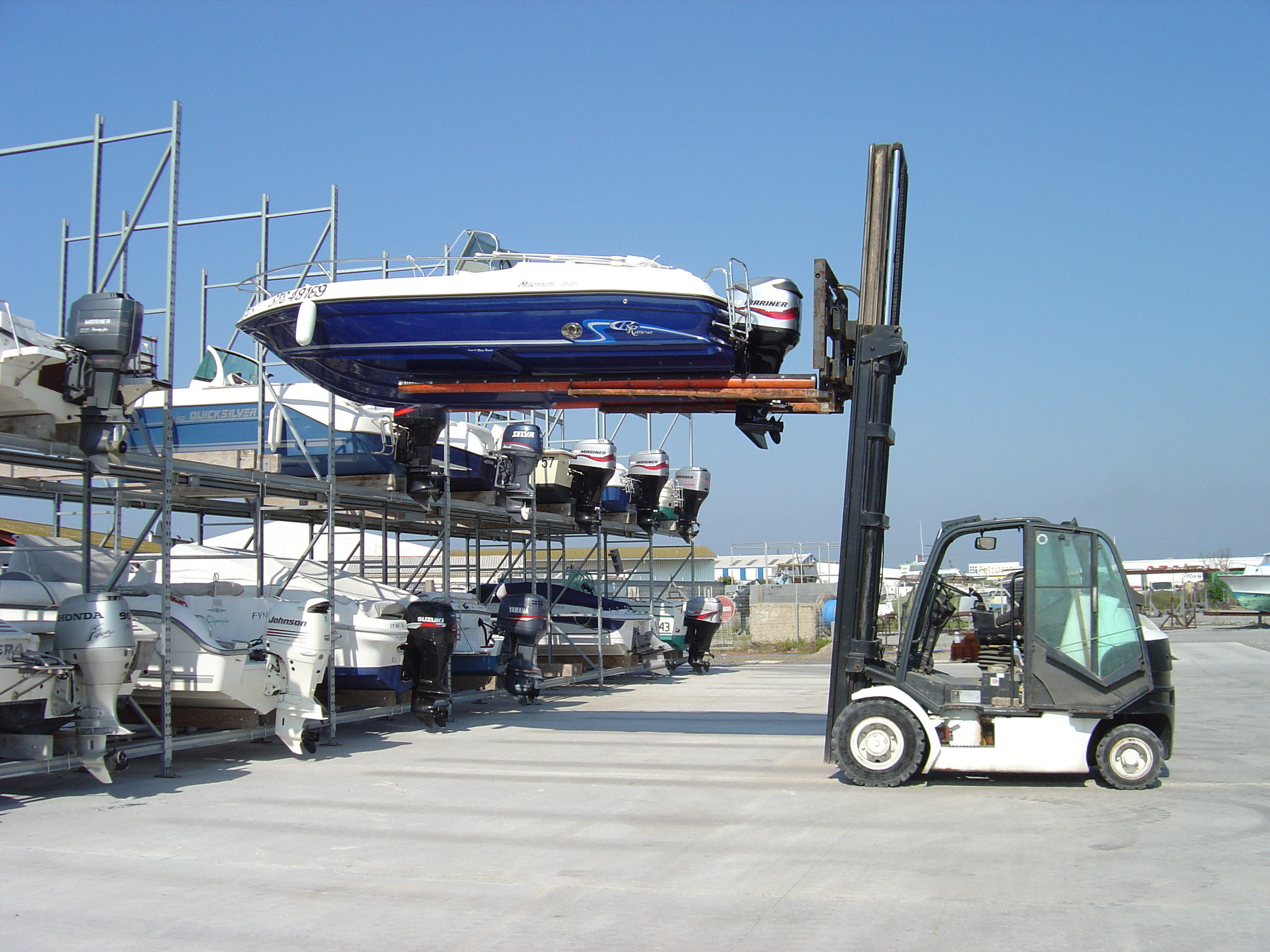
Port des Eaux-Blanches à Sète.
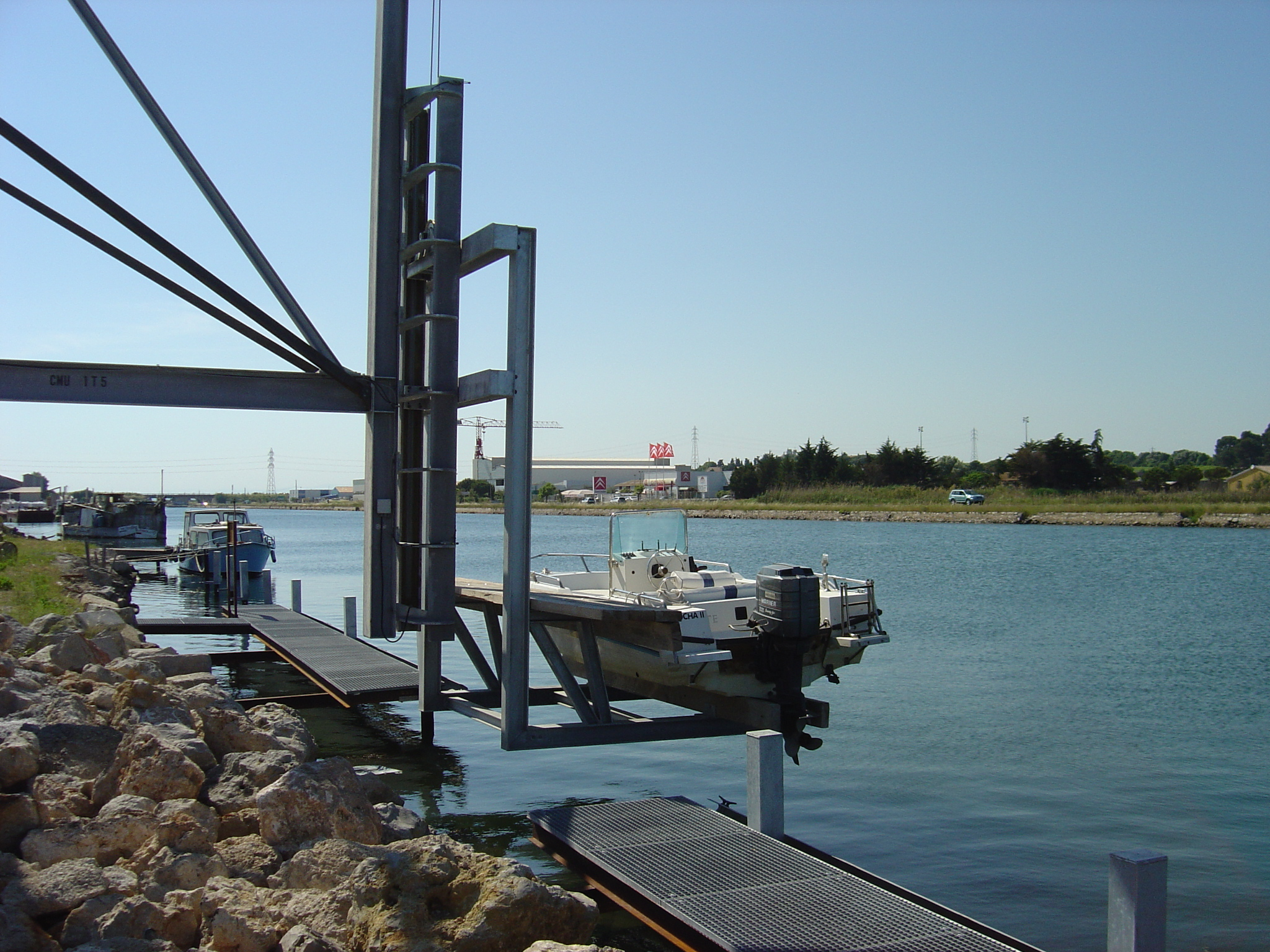
Port des Eaux-Blanches à Sète.
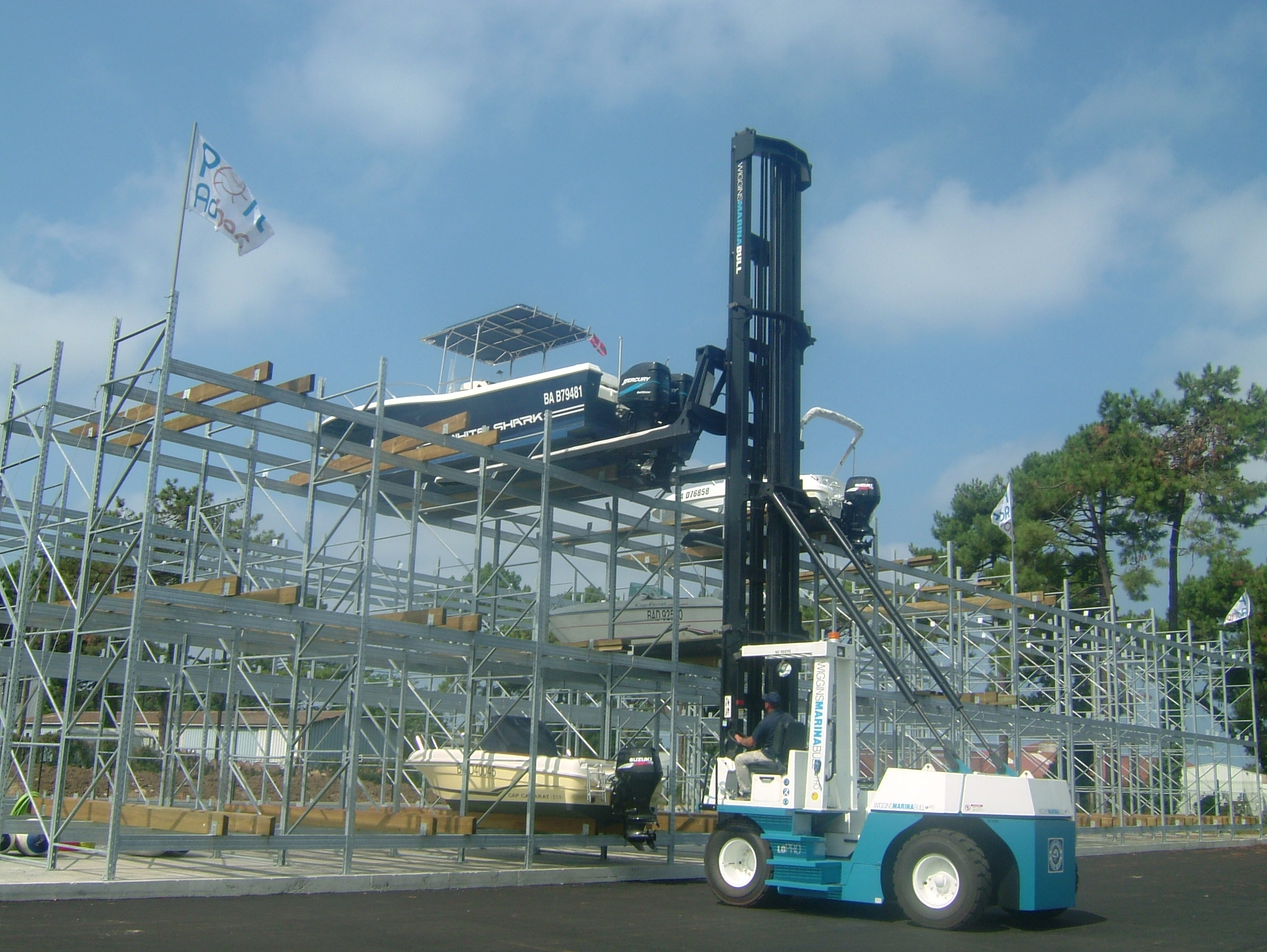
Port Adhoc à Anglet Bayonne
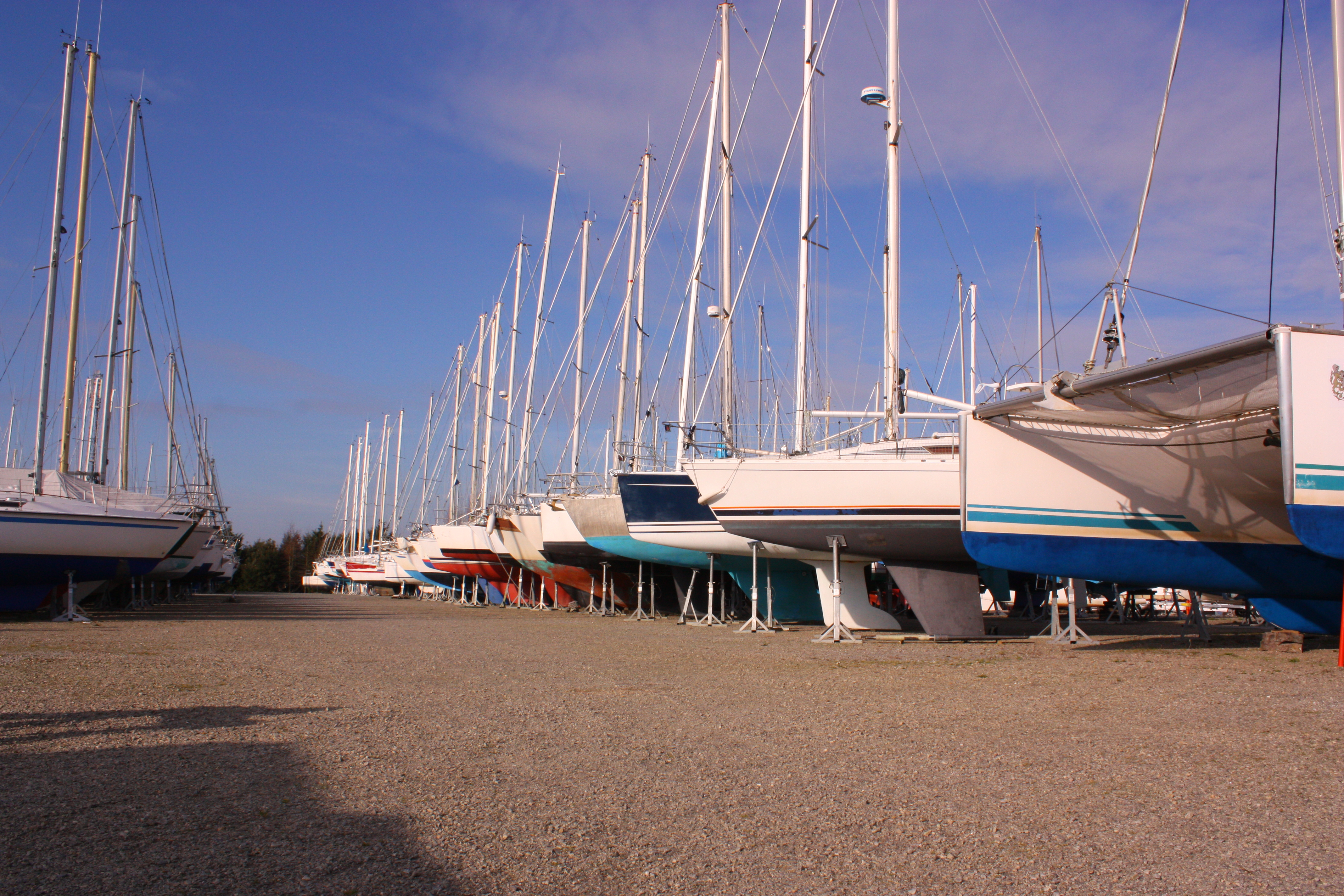
Un port à sec pour Voiliers à Cordemais (44)
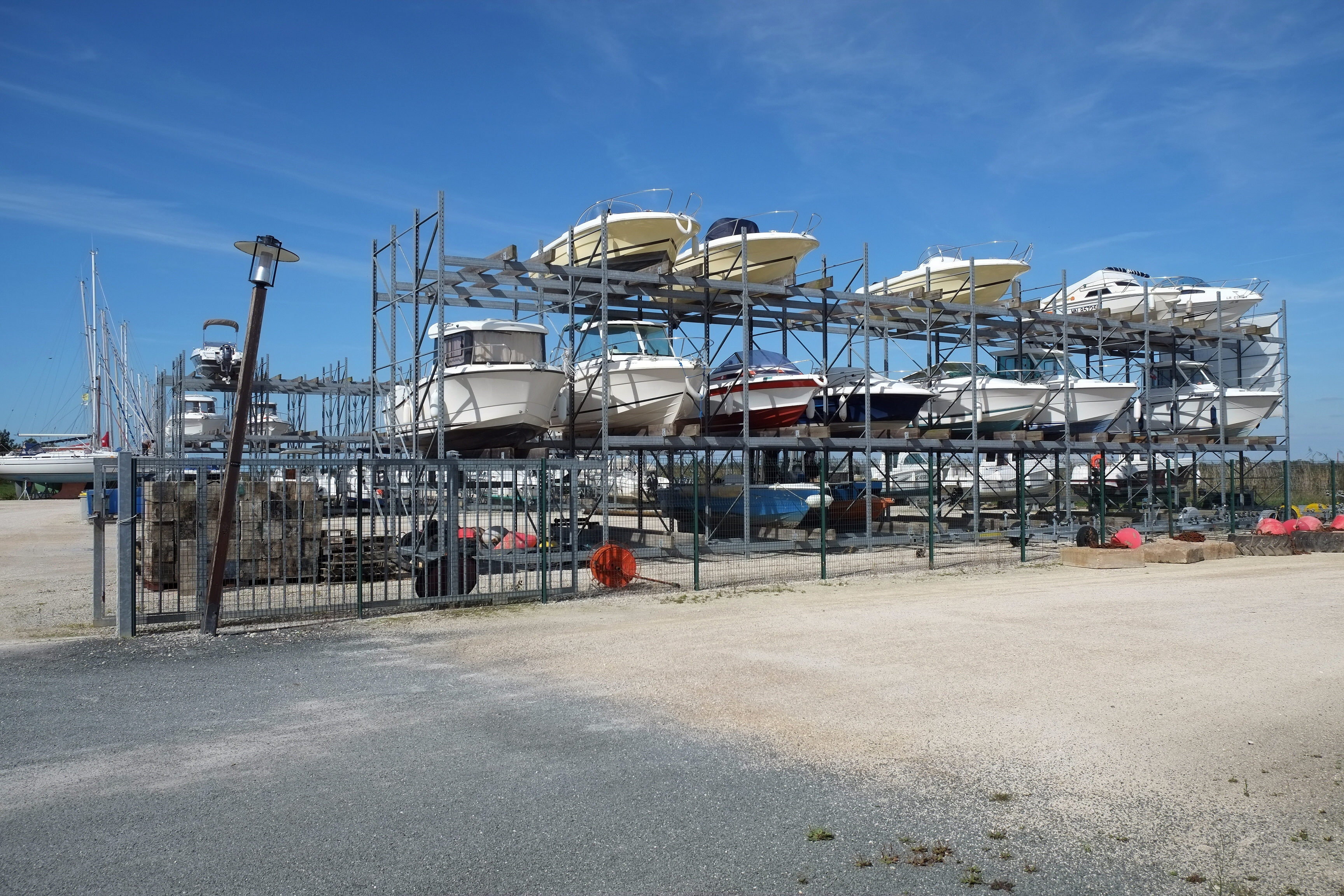
Port à sec de Soubise.
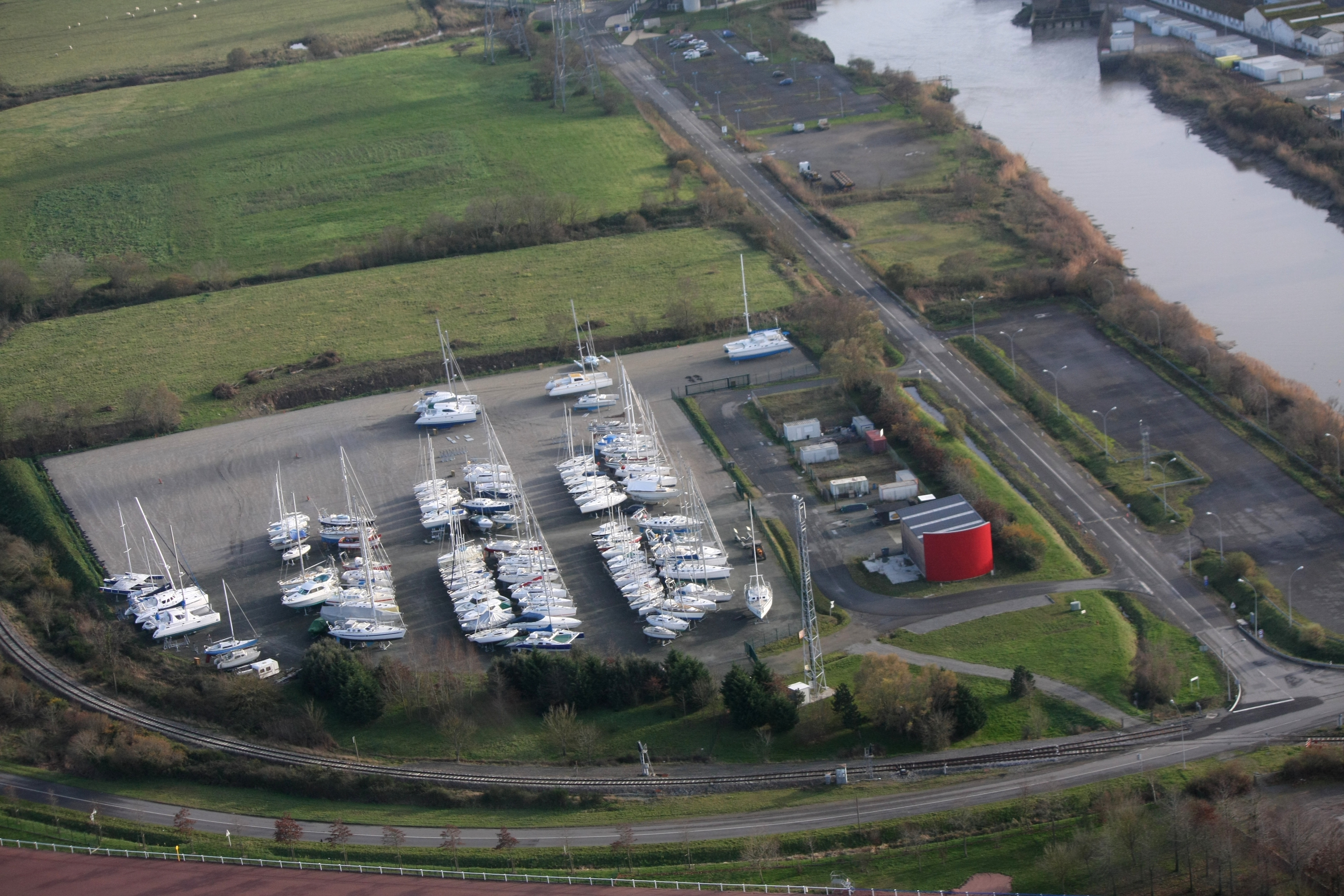
l'organisation d'un port à sec à l'horizontale (Cordemais,44, France)